# Sten Heckscher
Sten Heckscher, född 29 juli 1942 i Stockholm, är en svensk jurist, domare, ämbetsman och socialdemokratisk politiker. Han har bland annat varit näringsminister, president i Kammarrätten i Stockholm, chef för Patent- och registreringsverket, rikspolischef och ordförande för Högsta förvaltningsdomstolen.

## Biografi
Heckscher är son till högerpartiledaren professor Gunnar Heckscher och sonson till ekonomihistorikern professor Eli F. Heckscher och läraren och poeten Ebba Heckscher samt bror till översättaren Einar Heckscher, läraren Ivar Heckscher och ambassadören Eva Heckscher.
År 1968 avlade Heckscher juris kandidatexamen vid Uppsala universitet. Han genomförde tingstjänstgöring 1969–1971 och arbetade i 1968 års utbildningsutredning åren 1971–1973. Han blev aspirant vid Svea hovrätt 1973, fiskal 1974 och var sakkunnig vid Brottsförebyggande rådet (BRÅ) 1976–1978.
Direkt efter sin examen engagerade Heckscher sig i Riksförbundet för kriminalvårdens humanisering (Krum). Bland annat stred han för rättvis behandling av Kumlafångarna. Arbetet för Krum ledde till att Heckscher 1977 fick i uppdrag att utreda kriminalvården åt BRÅ.
Heckscher knöts 1979 till Justitiedepartementet som sakkunnig. 1982 blev han assessor, arbetade i narkotikakommissionen 1982–1984, var departementsråd vid Justitiedepartementet 1984–1986 och rättschef vid Arbetsmarknadsdepartementet 1986–1987. Han utsågs 1987 till statssekreterare hos justitieminister Anna-Greta Leijon. Han blev kvar på posten till 1991, även efter att Leijon i samband med Ebbe Carlsson-affären 1988 avgick som justitieminister; Leijons efterträdare Laila Freivalds uppges ha krävt att Heckscher skulle vara kvar som statssekreterare för att hon skulle tillträda statsrådsposten.[källa behövs] Inom ramen för statssekreteraruppdraget hade han ansvar för legala och institutionella frågor i Sveriges EES-förhandlingar 1989–1991, då Sverige fortfarande var medlem av EFTA.
Vid de borgerliga partiernas seger och regeringsbildning 1991 blev Heckscher generaldirektör för Patent- och registreringsverket. Under tiden som generaldirektör var han också utredare av lagstiftning inför Sveriges anslutning till Europeiska unionen 1993–1994, utredare av rättshjälpslagen 1993–1994, styrelseordförande för pantvårdsföretaget Retriva AB 1993–1994, och utredare gällande auktorisation och tillsyn av revisorer 1994.
Heckscher utsågs 1994 till näringsminister i Ingvar Carlssons tredje regering, men lämnade regeringen 1996, då han utsågs till rikspolischef, vilket han var 1 mars 1996–31 december 2004. Han efterträddes av Stefan Strömberg.
Heckscher tillträdde 1 januari 2005 som kammarrättspresident vid Kammarrätten i Stockholm. I augusti 2007 blev han av regeringen utnämnd till ordförande i Regeringsrätten (som den 1 januari 2011 bytte namn till Högsta förvaltningsdomstolen), och tillträde i oktober 2007. Han efterträdde Rune Lavin. Den 3 januari 2011 efterträddes Heckscher av Mats Melin och gick i pension.
Den 9 februari 2016 utsågs han av Karolinska institutets styrelse att leda utredningen om Paolo Macchiarini.

## Priser och utmärkelser
- H.M. Konungens medalj i guld av 12:e storleken med kedja, Kon:sGM12mkedja (2011)
- Kommendör av Hederslegionen
- Stockholms universitets stora guldmedalj i 18:e storleken med kedja, SUstGM18mkedja (2014)[6]
- Storkors av Finlands Lejons orden (2010) [7]